# János Pénzes
János Pénzes (tudi Janez oziroma Ivan Penzeš), madžarski duhovnik in katoliški upokojeni škof v Subotici, * 10. avgust 1943, Bajmok, Madžarsko kraljestvo (1920-1946) (danes Srbija)

## Življenjepis

### Poreklo in izobrazba
Oče Lazar Penzeš - mizar, (madžarsko Lázár Pénzes) in mati Marija rojena Kanjo - šivilja, (madžarsko Mária Kanyó) sta živela v Bajmoku v Bački, ko se jima je rodil sin Janez 10. avgusta 1943. Oblič in šivanka sta zato prišla tudi v škofov grb. Poleg jugoslovanskega oziroma pozneje srbskega ima Janez torej že od rojstva tudi madžarsko državljanstvo. V nižje razrede osnovne šole je hodil v domačem Bajmoku, a klasično gimnazijo – danes bi to bili višji razredi osnovne šole in gimnazija –  je obiskoval v Zagrebu (1951-1961); prav tam tudi Bogoslovje (1961-1969)
Na Pazmaneju v Budimpešti  je dosegel licenciat, a 1998 tudi doktorat z obrambo disertacije iz znanega dela svetega Avguština z naslovom: Evangelizacija svetega Avguština v delu "De catechizandis rudibus".
1968 ga je v Zagrebu posvetil za subdiakona in diakona zagrebški nadškof in kardinal Franjo Kuharić; v Subotici pa ga je posvetil za duhovnika na soboto 29. junija istega leta škof Matiša Zvekanović.

### Cerkvene službe
Najprej je bil v Adi kaplan (1968-1969), nato v subotiškem semenišču Pavlinu upravnik (1969-1971) ter veroučitelj (od 1970), beležnik v škofijski pisarni (1971-1972), v Horgošu župnijski upravitelj (1972-1976) in tam župnik (1976-1989). Odlikoval se je po tem, da je vsako leto opravil hišni blagoslov, o čemer je vodil točno evidenco. Tako je 1973 blagoslovil 832 hiš, a 1989 že kar 1430 po 77 ulicah in še po okoliških pristavah, in sicer od praznika Svetih treh kraljev pa vse do konca marca. V času njegovega pastirovanja je zelo porastlo število prvoobhajancev in birmancev. O svojih bogatih pastoralnih izkušnjah je napisal 1985 tudi knjigo A házszentelés jelentősége (Pomen blagoslova hiš), ki naj bi spodbudila duhovnike, druge pastoralne delavce in vernike, da bi to starodavno navado ohranjali ali obnavljali. To je namreč najlažji način, da se duhovnik sreča s svojimi verniki in se z njimi dogovarja glede prejema zakramentov in drugih vprašanj; bolnim pa lahko že takoj podeli bolniško maziljenje in druge zakramente.
Poleg svojega župnijskega dela je bil od 1973 svetovalec za knjižnico-arhiv-muzej pri Jugoslovanski škofovski konferenci, a od 1974 član njenega katehetskega odbora. 
V bivši skupni državi je bil podpredsednik pri omenjeni škofovski konferenci, pa tudi predsednik liturgičnega in redovniškega sveta. 
Na škofijski ravni je bil branilec vezi glede zakonskih postopkov (1976-1989), član duhovniškega sveta (od 1980), škofijski svetovalec (konzultor – 1980-1989), ter dekan v Subotici (1981-1989).

## Škof

### Pogled vzgodovinoBačke
Nadškofija v Baču najverjetneje izhaja že od svetega Metoda v 9. stoletju. 1135 se je bačka nadškofija združila s kaloško in je nastala Bačko-Kaloška nadškofija z dvema stolnima kapitljema, od katerih je bil pomembnejši in premožnejši tisti v Baču; tako je metropolit bival zdaj v Baču, zdaj v Kaloči. V Bački je cvetelo versko življenje, saj je do Mohaške bitke 1526 obstajalo deset moških in devet ženskih opatij. Turki niso uničili le samostanov, ampak tudi romarska božjepotna svetišča ali jih spremenili v muslimanska, kot na primer sremske Tekije. Po turškem porazu so se začeli na opustošena področja naseljevati tudi Nemci in Slovaki. 
Po prvi svetovni vojni sta dobri dve tretjini bačko-kaločke nadškofije pripadli Kraljestvu Srbov, Hrvatov in Slovencev. Zato je Sveti sedež 1923 ustanovil za ta del posebno upravo (administraturo) s sedežem v Subotici; za prvega škofa je bil posvečen 1. maja 1927 dotedanji župnik pri Sv. Tereziji v Subotici Lajčo Budanović (1873-1958). 
Med Drugo svetovno vojno je Bačka cerkveno zopet podpadla pod madžarsko Kaločo; škofa Budanoviča so odgnali v budimpeštanske zapore, od koder se je vrnil po končani vojni na svoje prejšnje mesto. Hudo ga je prizadel okruten komunističen pregon zlasti nemških katoličanov (=Donauschwaben), ko je Bačka na ta način izgubila tretjino svojih vernikov. Umrl je 16. marca 1958 in so ga pokopali v subotiško stolnico pod oltar Marije Vnebovzete. 
Že 1956 je dobil pomožnega škofa v osebi Zvekanoviča, ki se je z mladostno vnemo vrgel na delo, na obnovo opustošene škofije, in zgradil semenišče Paulinum, kakor tudi dom za onemogle duhovnike Josefinum.   
Pavel VI. je 25. januarja 1968 ustanovil na področju bačke apostolske uprave novo, subotiško škofijo, ter ji postavil na čelo prvega rednega (rezidencijalnega) škofa – Zvekanoviča, ki je umrl 21. aprila 1991 ter je pokopan v subotiški stolnici v novi škofijski grobnici pod nekdanjim oltarjem Svetega Jožefa. 
Ko je 19. decembra 1986 papež Janez Pavel II. ustanovil beograjsko metropolijo, ji je pridružil kot sufraganski škofiji zrenjaninsko in subotiško. Za prvega metropolita je bil v Rimu posvečen 6. januarja 1987 Franc Perko, a njegov naslednik, ki je bil posvečen 24. maja 2000 na Rakovniku v Ljubljani, je postal 16. aprila 2001 Stanislav Hočevar.  

### Težavna služba
25. aprila 1989 ga je papež Janez Pavel II. imenoval za subotiškega škofa, a na nedeljo 18. junija je prejel škofovsko posvečenje. 
Na posebno preizkušnjo ga je postavila nesrečna državljanska vojna, ki je terjala mnogo nedolžnih življenj ter razbila stoletne sanje ter Titov mit o bratstvu in edinstvu (jugo)slovanskih narodov. Posledično je pripeljala do razpada Jugoslavije, ter daljnosežne gospodarske, človeške in politične škode, ki jo je čutiti skozi desetletja vse do danes.  Mnoge težave in preizkušnje, množično izseljevanje katoličanov v tujino zaradi revščine in pritiskov, kakor tudi soočanje s človeškimi žaloigrami – so načele njegovo zdravje in je moral poiskati zdravniško pomoč, da je lahko naprej opravljal svojo odgovorno službo. Obenem si je poiskal nekaj pomočnikov zlasti za birmovanje. 
Priznavajo ga za strokovnjaka na področju teologije, ekleziologije  in patrologije. 

### Narodnostne razmere
Sorazmerno mlad (45 let) se je moral spopadati že takoj od začetka z mnogimi težavami. Napetosti med Hrvati in Madžari so se pokazale tudi ob njegovem škofovskem imenovanju, saj je Penzeš kot prvi Madžar zasedel škofijski sedež v Subotici. Po Trianonski pogodbi – ki je presekala z novimi državnimi mejami kar nekaj škofij – med drugimi tudi kaločko – je Bačka škofija dobila sedež v Subotici, medtem ko je prej spadala pod Kaloško škofijo in metropolijo. Duhovniki in verniki so vanj stavili velika pričakovanja; pristranskosti v korist enega ali drugega naroda mu kljub nekaterim poskusom niso mogli očitati.
Bil je namreč prvi Madžar na čelu Subotiške škofije, in njegovi predhodniki so od ustanovitve Jugoslavije in nove škofije doslej bili vedno Hrvatje. Dobro se je zavedal, koliko škode dela zagrizeni liberalno-brezbožni nacionalizem v svetu na splošno, posebej pa v krščanstvu, kar je nedvosmiselno obsodil tudi Koncil. Da bi omilil te obstoječe napestosti, je v svoji kapeli vsako jutro maševal v hrvaščini; s tem je pokazal naklonjenost do teh svojih vernikov, obenem pa dal lep zgled vsem duhovnim pastirjem, ki vodijo dvo- ali večjezične župnije.
Bilo je obdobje, ko se je širilo prizadevanje, da bi imela subotiška škofija pomožnega škofa, ki bi predvsem oskrboval hrvaško govoreče vernike. Škof Penzeš ve povedati, da so gibanje za pomožnega škofa v Subotici začeli pravzaprav nekateri Madžari takrat, ko je bil tamkajšnji škof Hrvat. 
Da bi se izpopolnili v svoji materinščini, madžarsko govoreči bogoslovci začenjajo bogoslovne študije na Madžarskem, hrvaški na Hrvaškem, razen če želijo drugače; sposobnejši nadaljujejo svoje študije v Italiji. Že kot semeniščniki se naučijo kolikor toliko tudi drugega jezika, da je tako precej hrvaških duhovnikov zmožnih madžarsko prebrati vsaj mašo, mnogi med njimi pa celo delovanja na madžarskih ali dvojezičnih farah.   

### Duhovna srečanja in nove cerkve

#### Začetek Svetega leta Božjega usmiljenja 2016 v Doroslovem
18. maja 2016 je bila duhovna obnova za duhovnike in redovnike ter slovesno odprtje izrednega svetega leta Božjega usmiljenja v božjepotni cerkvi v Bački v Doroslovem, ki ga je napovedal papež Frančišek. Slovesno odpiranje svetih vrat je vodil subotiški škof Ivan Penzeš, pridigal je banatski škof Ladislav Nemet, mašo je vodil novi apostolski nuncij v Srbiji Suriani; poleg 80 duhovnikov sta bila navzoča tudi grškokatoliški ekzarh Jurij Džudžar in rimskokatoliški škof za Srem Jurij Gašparovič.

#### Posvetitev nove cerkve Male Cvetke 2017 v Senti
Na 320-letnico Bitke pri Senti je bila v vojvodinski Bački posvečena po Drugi svetovni vojni prva katoliška cerkev na področju te škofije – medtem ko so jih komunisti po celi Vojvodini porušili več desetin. 11. septembra 2017 je bila posvetitev nove cerkve, ki je posvečena Sveti Tereziji – Mali cvetki.

#### Nova cerkev v Radanovcu
Na 14. navadno nedeljo, 7. julija 2019, je ob navzočnosti lepega števila vernikov iz domovine in tujine, številnih duhovnikov in narodnih noš, bila posvetitev nove cerkve v čast Svete družine v vikariatu Radanovac – v predmestju Subotice. Obred je vodil sarajevski kardinal Puljič, a somaševala sta segedinski škof  Kiš-Rigo ter domači škof Penzeš. 

### Odlikovanja in priznanja
Dne 1. septembra 2018 so na slovesni seji ob Dnevu mesta Subotice razglasili subotiškega škofa Janeza Penzeša za častnega meščana mesta Subotica. Tozadevno diplomo in listino mu je izročil župan Bogdan Laban. Tako priznanje dobivajo osebnosti za izredno in trajno življenjsko delo, s katerim so prispevali k ugledu mesta Subotice v domovini in tujini. 

### Odpoved
Po zakoniku cerkvenega prava, a na priporočilo Drugega vatikanskega koncila - mora vsak škof z napolnjenim 75. letom starosti ponuditi papežu svojo odpoved in tako je storil tudi Penzeš. Papež Frančišek mu je podaljšal službo še za dve leti; na to pa je 8. septembra 2020 sprejel njegovo odpoved vodstvu subotiške škofije. 
Za njegovega naslednika je imenoval dosedanjega škofovega splošnega namestnika (generalnega vikarja) Slavka Večerina, ki mu pa ni bilo usojeno, da bi dolgo opravljal to pomembno delo, ker je kmalu po sprejemu službe po hudi bolezni umrl.
Škof Penzeš je dočakal tako tudi imenovanje svojega drugega naslednika v osebi Ferenca Fazekasa.

## Dela
- Vasárnapi szentmise (1984 – Nedeljska maša)
- A házszentelés jelentősége (1985 – Pomen blagoslova hiš)
- Hittel élni jó: kézikönyv az ifijúsági csoport számára (Szabadkai Egyházmegye Hitoktatási Tanácsa, Horgos, 1987 – Živeti po veri je dobro: priročnik za mladinski verouk)
- Szent Ágoston: De catechizandis rudibus. A képzetlenek hitre neveléséről (ford.; Patrisztikus füzetek, Agapé, Újvidék, 2001 – Sveti Avguštin: Verouk za nepoučene)